# تلسکوپ ملی گالیله
تلسکوپ ملی گالیله، (ایتالیایی: Telescopio Nazionale Galileo ; TNG کد: Z19) یک تلسکوپ ۳٫۵۸ متری ایتالیایی است که در رصدخانه صخره بچه‌ها در جزیره لا پالما در جزایر قناری، اسپانیا واقع شده‌است. تی‌ان‌جی توسط «بنیاد گالیلئو گالیله، بنیاد قناری» یک مؤسسه غیرانتفاعی به نمایندگی از موسسه ملی اخترفیزیک ایتالیا (INAF) اداره می‌شود. این تلسکوپ نخستین نور را در سال ۱۹۹۸ دید و به افتخار ستاره‌شناس ایتالیایی رنسانس گالیلئو گالیله نامگذاری شده‌است.
نپاهش‌ها (به انگلیسی: Observation) در تی‌ان‌جی را می‌توان از طریق کمیته تخصیص زمان ایتالیا (TAC) پیشنهاد کرد که بر اساس شایستگی علمی پیشنهاده‌های (به انگلیسی: proposals)، ۷۵٪ از زمان موجود را اختصاص می‌دهد. بقیه زمان در اختیار جوامع نجومی اسپانیایی و بین‌المللی است. تی‌ان‌جی دو بار در سال، معمولاً در ماه‌های مارس تا آوریل و سپتامبر تا اکتبر، برای پیشنهاده‌های جدید باز است.